# 教宗國北部轄地
在領土意識上，教宗國北部轄地（Papal Legations），特指教宗國北部行政區域的特定區域。特定區域包括費拉拉、博洛尼亞及羅馬涅。1859年，第二次意大利獨立戰爭期間，教宗國北部轄地的革命份子得到薩丁尼亞軍隊勝利的鼓舞下，奪取了此地的控制權。翌年，此地加入了中意大利聯合省之內，最後經過公投後，成功併入薩丁尼亞-皮埃蒙特王國境內。

## 另見
- 中意大利聯合省